# Lisa Kiefer
Lisa Kiefer (* 18. April 2002 in Nancy) ist eine deutsche Basketballspielerin.

## Werdegang
Die im französischen Nancy geborene Kiefer spielte ab der Altersstufe U11 in der Jugendabteilung des BC Marburg. Sie gewann fünfmal die hessische Landesmeisterschaft (2013, 2014, 2016, 2017, 2018) und entwickelte sich zur Jugendnationalspielerin. Ende September 2019 wurde die 1,87 Meter große Flügelspielerin erstmals in der 1. Damen-Basketball-Bundesliga eingesetzt. 2021 erlangte sie die Hochschulreife am Gymnasium Philippinum. Zur Saison 2021/22 wechselte Kiefer aus Marburg an die University of Montana in den Vereinigten Staaten.